# Isole Diapontie
Le isole Diapontie (in greco Διαπόντια νησιά?, Diapóndia nīsiá), note anche come isole Othonì (in greco Νήσοι Οθωνοί?, Νī́soi Othōnoí), sono un arcipelago greco situato a nord-ovest di Corfù nel mar Ionio. Parte a loro volta delle isole Ionie, soltanto tre di esse sono abitate su un totale di undici. Inoltre, alcuni geografi considerano parte delle Diapontie anche l'isola di Saseno, appartenente all'Albania, pur non essendoci accordo unanime in merito.
L'isola più grande è Fanò, con un'area di 10,8 km², mentre la più popolosa è Merlera con 496 abitanti secondo il censimento del 2011. Le isole Diapontie costituiscono il punto più occidentale della Grecia, nonché quello più vicino all'Italia. Inoltre, oggi sono una meta ambita da turisti alla ricerca di tranquillità.
Da un punto di vista amministrativo, appartengono alla Periferia delle Isole Ionie, con capoluogo Corfù.

## Geografia
L'arcipelago è costituito da 11 isole (o 12, se si considera anche l'isola albanese di Saseno).
| Nome in italiano | Nome in greco (con traslitterazione)        | Stato di appartenenza |
| ---------------- | ------------------------------------------- | --------------------- |
| Merlera          | Ερεικούσσα/Ερείκουσα (Ereikoussa/Ereikousa) | Grecia                |
| Fanò (Othoni)    | Οθωνοί(Othonoi)                             | Grecia                |
| Kastrino         | Καστρινό                                    | Grecia                |
| Ostrako          | Όστρακο                                     | Grecia                |
| Mathraki         | Μαθράκι (Mathraki)                          | Grecia                |
| Diakopo          | Διάκοπο (Diakopo)                           | Grecia                |
| Diaplo           | Διάπλο (Diaplo)                             | Grecia                |
| Karavi           | Καράβι (Karavi)                             | Grecia                |
| Lipso            | Λειψώ (Leipso)                              | Grecia                |
| Plaka            | Πλάκα (Plaka)                               | Grecia                |
| Trachia          | Τραχειά (Tracheia)                          | Grecia                |
| Saseno           | Σάσων (Sason)                               | Albania               |

## Storia

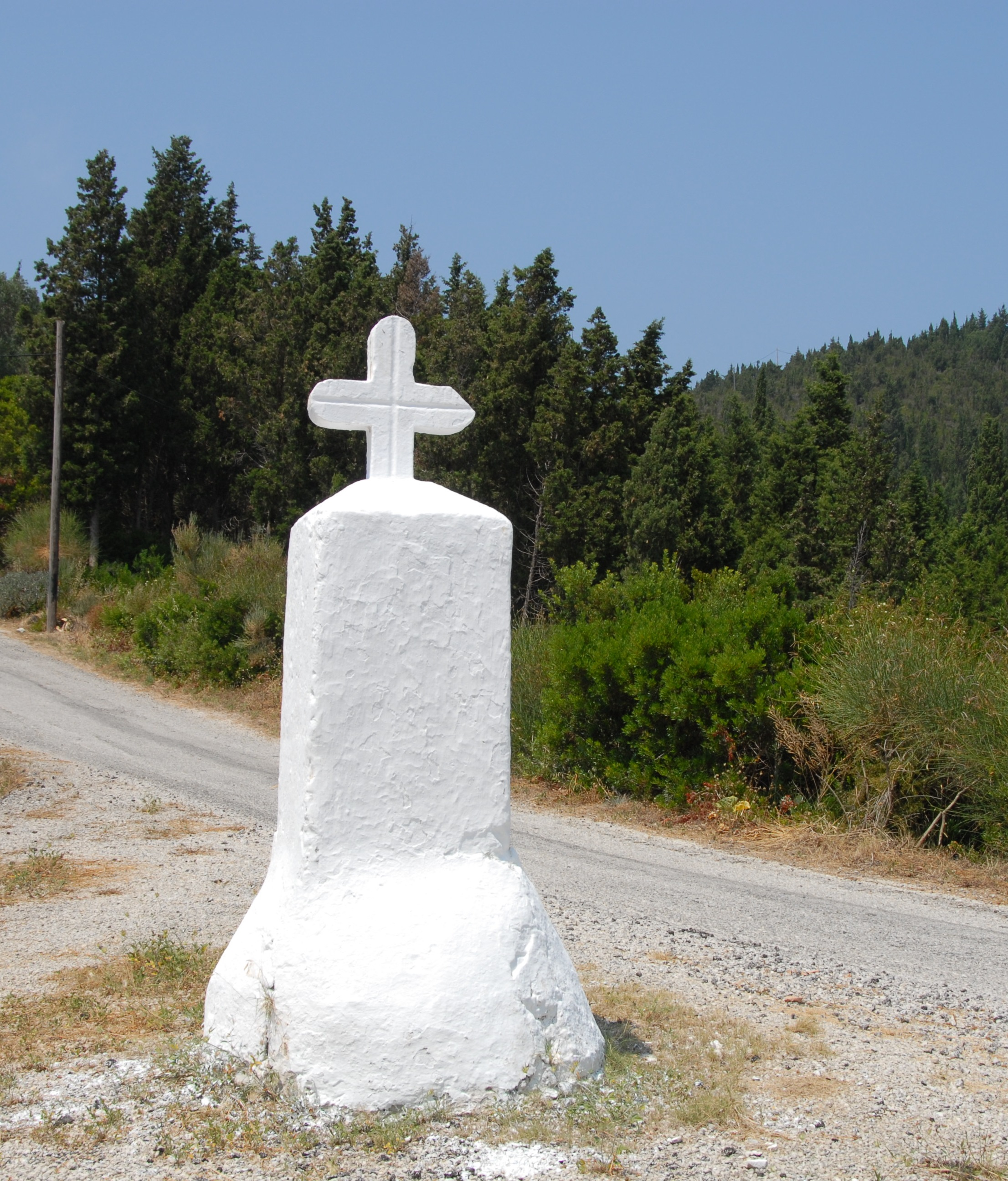
La croce bianca di Stavros, sull'isola di Fanò.

All'inizio del II millennio, le isole furono conquistate alternativamente dai Franchi, nell'XI secolo, e dai veneziani, nel XII secolo, oltre che frequentemente attaccate da pirati e corsari barbareschi nei secoli successivi. Dal 1383 al 1386, il re Carlo III di Napoli concesse in feudo alcune delle Diapontie al cavaliere Theodore Skaliti. Nel 1537, la flotta ottomana massacrò gli abitanti dell'isola di Fanò sotto il comando dell'ammiraglio Khayr al-Din Barbarossa. Oggi questo tragico evento è commemorato dalla presenza di una croce in pietra bianca nel distretto di Stavros. Dopo la battaglia di Lepanto del 1571 e la conseguente distruzione della flotta ottomana, l'isola di Fanò tornò a popolarsi, con alcuni abitanti che insediarono anche sulle isole più piccole di Mathraki e Merlera.
Con l'istituzione degli Stati Uniti delle Isole Ionie in seguito al Congresso di Vienna, le Diapontie divennero un protettorato britannico dal 1815 al 1864, anno in cui Regno Unito e Regno di Grecia siglarono il Trattato di Londra e stabilirono che i territori del protettorato sarebbero passati sotto la sovranità del re Giorgio I di Grecia. Fino al 1913 lo stato ellenico mantenne il controllo anche dell'isola di Saseno, ma decise di evacuarla in seguito alla seconda guerra balcanica per evitare il rischio di un conflitto con l'Italia, che infatti la occupò l'anno successivo.

### Storia navale
Gli abitanti delle isole Diapontie hanno sempre avuto un forte legame con il mare, e molte famiglie importanti dell'area hanno rivestito ruoli di prestigio nel settore della navigazione o all'interno della Marina militare greca. Le isole sono state anche la patria di armatori grandi e piccoli, proprietari di yacht o anche navi commerciali molto attive in tutto il mar Mediterraneo. Oggi, questo passato glorioso ha lasciato il posto a imbarcazioni da pesca e motoscafi, il cui possesso è diffuso soprattutto tra gli abitanti più ricchi delle isole.

#### Naufragio delProtefs
Il 29 dicembre 1940 il sottomarino greco Protefs affondò nelle acque dell'arcipelago durante uno scontro con un convoglio italiano che trasportava munizioni a Valona. Dopo aver affondato il piroscafo Sardegna, infatti, il sottomarino fu speronato dalla torpediniera italiana Antares. Il bilancio totale parla di 25 morti e 237 superstiti. La perdita del sottomarino fu la prima per la marina greca nella seconda guerra mondiale.

## Dialetto
Sulle isole Diapontie si parla un dialetto simile a quello di Corfù e con una prosodia simile, con forti influenze dall'italiano.

## Diaspora
Dal 1960 in poi molti abitanti delle Diapontie decisero di emigrare negli Stati Uniti d'America, in Canada e in Germania a causa della disoccupazione dilagante. Anche nei nuovi paesi gli immigrati dalle isole cercarono di mantenere una qualche forma di occupazione nella navigazione, anche fluviale e lacustre.

## Trasporti e servizi
Le isole Diapontie sono raggiungibili in nave con collegamenti dall'isola di Corfù. Dotate di una discreta rete stradale tra i vari insediamenti, le tre isole abitate dispongono anche di eliporti per le emergenze.

## Sport
A.O. Othoni, A.O. Mathraki e A.O. Ereikoussa erano squadre di calcio dilettanti, ognuna con sede su ciascuna delle isole abitate. Negli anni 1970 e 1980 le squadre giocavano l'una contro l'altra. Nel 2001 alcuni abitanti di Merlera fondarono un club dilettantisico con base a Corfù, sciolto alcuni anni dopo.